# Formueforvaltning
Formueforvaltning, kapitalforvaltning eller forvaltning af aktiver er pasning eller forvaltning af formuer på vegne af andre (formueejerne). På engelsk og til tider også i den danske finansielle sektor anvendes betegnelserne asset management eller delegated management.
Kapitalforvalteres kunder er typisk institutionelle investorer, for eksempel pensionsselskaber. Kapitalforvalterne træffer beslutning om, hvordan deres kunders formuer skal placeres i finansielle aktiver, fast ejendom og lignende indenfor rammerne af en på forhånd fastlagt aftale (et mandat).
Den internationale standard ISO 55000 giver en introduktion til kravsspecifikationer til et forvaltningssystem for formueforvaltning.